# Bardzruni
Bardzruni (arménsky Բարձրունի; dříve Bartsruni a Sultanbek) je malá vesnice v provincii Vajoc Dzor v Arménii. Vesnice má malý kostel, dnes používán jako prodejna.